# 淦阳街道
淦阳街道，是中华人民共和国江西省宜春市樟树市下辖的一个乡镇级行政单位。

## 行政区划
淦阳街道下辖以下地区：
共和东路社区、药都社区、药王街社区、封溪社区、楼门前社区、南桥社区、杏佛社区、学院社区、郭里村和曲水村。